# Paramigas oracle
Paramigas oracle är en spindelart som beskrevs av Griswold och Ledford 200. Paramigas oracle ingår i släktet Paramigas och familjen Migidae.
Artens utbredningsområde är Madagaskar. Inga underarter finns listade i Catalogue of Life.